# Wedlock (película)
Wedlock (Peligrosamente unidos en España y Atrapados en el futuro en México) es una película de ciencia ficción de 1991 dirigida por Lewis Teague y protagonizada por Rutger Hauer y Mimi Rogers. Fue estrenada el 10 de mayo de 1991.

## Argumento
Estamos en un futuro próximo. En él tres ladrones, Frank Warren, su prometida Noell y su mejor amigo Sam roban diamantes en valor de 25 millones de dólares. Sin embargo Warren es traicionado y casi asesinado por los dos después del robo en el intento de tener los diamantes solo para ellos sin saber que él, sospechando de ellos, escondió los diamantes en otro lugar. De esa manera Warren es arrestado y condenado a 12 años de prisión por el robo en una prisión experimental para ambos sexos llamada Campo Holliday.
En ella todos los prisioneros tienen collares explosivos interrelacionados de dos en dos. Si uno se separa en 100 metros del otro, ambos collares explotan y como nadie sabe quién es el otro, todos tienen miedo de salir de la cárcel. Así los prisioneros se convierten en prisioneros y guardianes al mismo tiempo, por lo que nadie se atreve a escapar. Ese sistema se llama por ello Wedlock (matrimonio).
Sin embargo el alcaide de la instalación, sabiendo todo respecto a Warren, quiere los diamantes robados y se alía por ello con los antiguos dos socios de Frank para obtenerlos. Para ello manipulan a la presa Tracy Riggs, su cónyuge, para que ayude al respecto a cambio de encargarse con su poder de que no tenga que pasar los 30 años que tiene que cumplir dentro de su cárcel por un delito que no cometió. Ella asiente y se encarga que Warren y ella puedan huir para que los lleve a los diamantes robados teniendo a las autoridades por el camino en los talones. 
Sin embargo Riggs, previendo la posibilidad que quieran utilizarla para luego matar a ambos para así borrar sus crímenes, se alía posteriormente con Warren. Ambos consiguen escapar, deshacerse de los collares y encontrar los diamantes escondidos, que Warren ya se encargó de antemano de que se convirtiesen en correspondiente dinero metido en dos maletas. Sin embargo sus perseguidores, previendo que tal vez eso ocurriese, escondieron un dispositivo electrónico entre ellos para seguirlos y aun así encontrarlos.
Eso lleva a un enfrentamiento final, en el que ambos pierden la mitad del dinero, pero en el que consiguen acabar con los tres, coger la otra mitad del dinero y huir a México habiéndose enamorado también por el camino, lo que les llevará a casarse allí.

## Reparto
- Rutger Hauer - Frank Warren
- Mimi Rogers - Tracy Riggs
- Joan Chen - Noelle
- James Remar - Sam
- Stephen Tobolowsky - Alcaide Holliday
- Basil Wallace	- Emerald
- Grand L. Bush	- Jasper
- Denis Forest - Puce
- Glenn Plummer - Teal
- Belle Avery - Deborah

## Producción
La película fue rodada en California.

## Recepción
La película ha sido valorada hoy en día en los portales cinematográficos IMDb. Con 8.774 votos registrados la película obtiene en el portal una media ponderada de 5,9 sobre 10. En cuanto a Rotten Tomatoes, los más de 2500 votos registrados en ese portal le dieron una valoración media de 3 de 5. También cabe destacar, que en La Vanguardia el 57 % de los usuarios registrados en ese periódico le dan al largometraje una valoración positiva.